# Loretta Goggi
Loretta Goggi (* 29. září 1950 Řím) je italská zpěvačka a herečka. Nejvíce ji proslavila píseň Maledetta primavera (italsky Proklaté jaro), se kterou skončila druhá na Festivalu italské písně v roce 1981, a kterou v české verzi Moje malá premiéra zpívá Petra Janů.

## Diskografie

### Alba
- 1972 – Vieni via con me
- 1973 – Formula 2
- 1978 – Il ribaltone
- 1981 – Il mio prossimo amore
- 1981 – Stanno suonando la nostra canzone
- 1982 – Pieno d'amore
- 1986 – C'è poesia
- 1987 – C'è poesia 2
- 1988 – Donna io donna tu
- 1989 – Punti di vista
- 1991 – Si faran...canzone

### Kompilace
- 1981 – Loretta Goggi
- 1986 – Le più belle canzoni di Loretta Goggi
- 1986 – Il bello della...Goggi
- 2000 – Collection
- 2005 – Le più belle canzoni di...